# Atròfia muscular
L'atròfia muscular o amiotròfia és la pèrdua de massa muscular esquelètica. Pot ser causada per immobilitat, envelliment, desnutrició, medicaments o una àmplia gamma de lesions o malalties que afecten el sistema musculoesquelètic o nerviós. L'atròfia muscular provoca debilitat muscular i discapacitat.
El desús provoca una ràpida atròfia muscular i sovint es produeix durant lesions o malalties que requereixen la immobilització d'un membre o repòs al llit. Depenent de la durada del desús i de la salut de l'individu, això es pot revertir completament amb l'activitat. La desnutrició provoca primer la pèrdua de greix, però pot progressar cap a l'atròfia muscular en una inanició prolongada i es pot revertir amb la teràpia nutricional. En canvi, la caquèxia és una síndrome de desgast causada per una malaltia subjacent com el càncer que provoca una atròfia muscular dramàtica i que no es pot revertir completament amb la teràpia nutricional. La sarcopènia és una atròfia muscular relacionada amb l'edat i es pot frenar amb l'exercici. Finalment, les malalties dels músculs com la distròfia muscular o les miopaties poden provocar atròfia, així com les lesions del sistema nerviós com en lesions medul·lars o ictus. Per tant, l'atròfia muscular sol ser una troballa (signe o símptoma) d'una malaltia en lloc de ser una malaltia per si mateixa. No obstant això, algunes síndromes d'atròfia muscular es classifiquen com a espectres de malalties o entitats de malaltia més que com a síndromes clíniques soles, com les diverses atròfies musculars espinals.
L'atròfia muscular és el resultat d'un desequilibri entre la síntesi de proteïnes i la degradació de proteïnes, tot i que els mecanismes no s'entenen del tot i són variables segons la causa. La pèrdua muscular es pot quantificar amb estudis d'imatge avançats, però això se sol valorar. El tractament depèn de la causa subjacent, però sovint inclourà exercici i una nutrició adequada. Els agents anabòlics poden tenir certa eficàcia, però no s'utilitzen sovint a causa dels efectes secundaris. Hi ha múltiples tractaments i suplements en investigació, però actualment hi ha opcions de tractament limitades a la pràctica clínica. Tenint en compte les implicacions de l'atròfia muscular i les opcions de tractament limitades, minimitzar la immobilitat és fonamental en lesions o malalties.